# Henri Desseigne
Pour les articles homonymes, voir Desseigne.
Henri Desseigne, né le 21 août 1903 à Cuinzier (Loire) et mort le 15 juillet 1990 dans le même village, est un homme politique français.

## Biographie

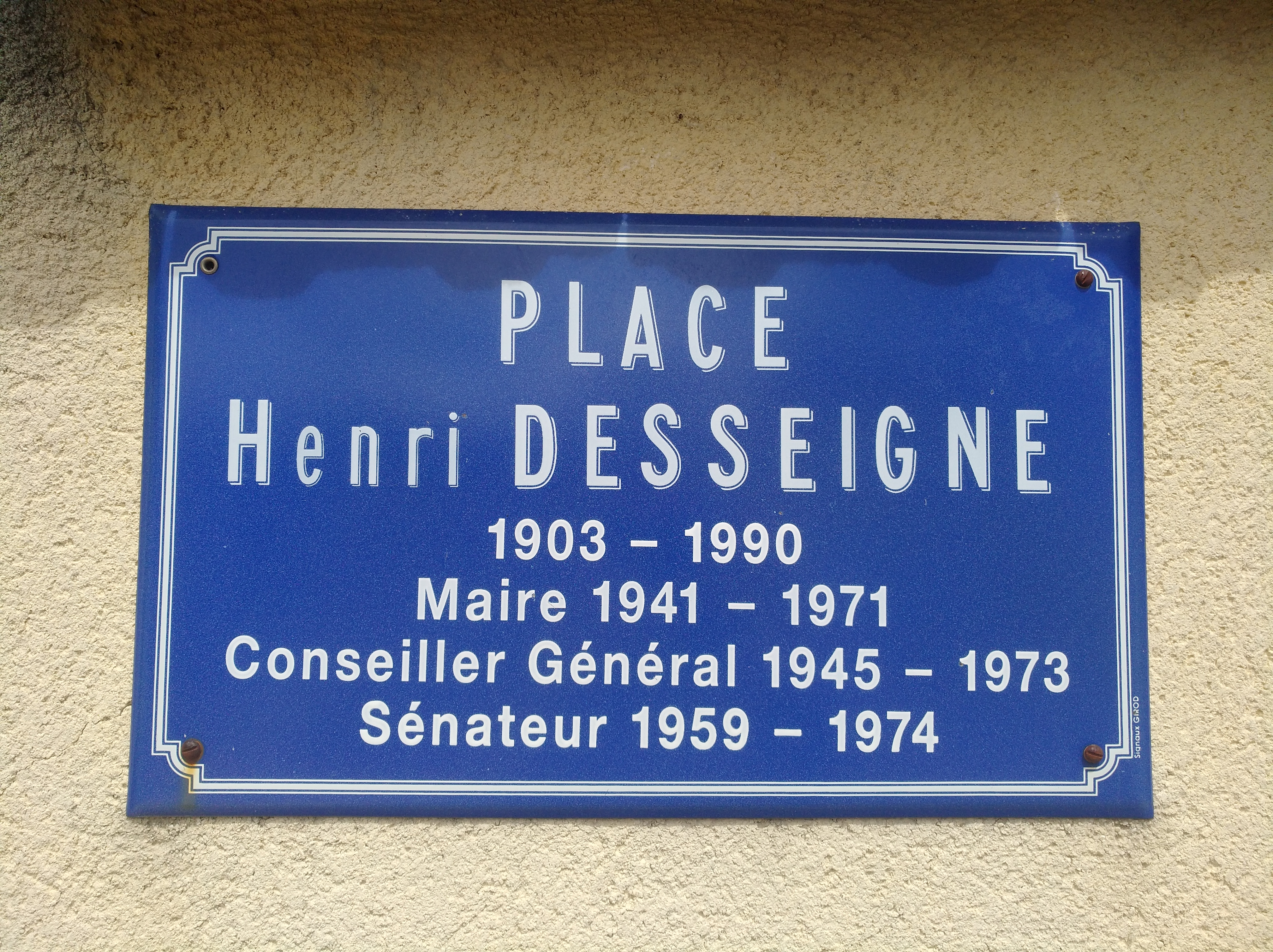
Plaque de la place Henri Desseigne à Cuinzier

Il naît dans une famille d'agriculteurs reconvertie dans l'industrie du tissage.
Henri Desseigne fréquenta l'école primaire de Cuinzier puis intégra l'Institution Notre-Dame-de-Charlieu. En 1924, au retour de son service militaire, il rejoint l'entreprise familiale dont il deviendra directeur en 1925. Henri Desseigne développe son activité et s'implique dans notamment dans la société de secours mutuel La Familiale de la Loire.
Lors des élections municipales de 1935, il est élu adjoint au maire de Cuinzier. Pendant la débâcle de l'été 1940, il est démobilisé en juillet et devient maire de sa commune natale qu'il administre en zone libre puis sous l'occupation allemande. À la fin de la guerre, Henri Desseigne est président du Comité local de Libération, il sera ensuite réélu maire de Cuinzier sans interruption jusqu'en 1971. En 1945, il est élu conseiller général du canton de Belmont-de-la-Loire et le restera jusqu'en 1973.
En 1959, Henri Desseigne est élu sénateur de la Loire. Lors des élections sénatoriales de 1965, il se présente sur la Liste d'action communale, paysanne et sociale conduite par Claude Mont, maire de Noirétable, Henri Desseigne sera élu de justesse au premier tour. Au Palais du Luxembourg, il rejoint le groupe des Républicains populaires puis celui de l'Union centriste et intègre la commission des affaires économiques et du plan. Son activité au Sénat se consacre notamment aux sujets concernant les affaires économiques et les finances publiques.
En novembre 1973, il demande au ministre de l'agriculture Jacques Chirac de classer six communes de son département en zone de montagne afin qu'elles puissent bénéficier des politiques rurales visant à développer l'activité et à fixer la population.
Il meurt le 15 juillet 1990 à l'âge de 86 ans dans son domicile de Cuinzier.

## Mandats

### Mandats parlementaires
- 26 avril 1959 - 26 septembre 1965 : Sénateur de la Loire
- 26 septembre 1965 - 1er octobre 1974 : Sénateur de la Loire

### Mandats locaux
- 1941 - 1971 : Maire de Cuinzier
- 1945 - 1973 : Conseiller général du canton de Belmont-de-la-Loire

## Décorations
- Chevalier de la Légion d'honneur.